# Keith Curle
Keith Curle (* 14. November 1963 in Bristol) ist ein ehemaliger englischer Fußballspieler und aktueller Trainer. 1992 bestritt er drei Länderspiele für England und nahm an der Europameisterschaft 1992 in Schweden teil.

## Spielerkarriere

### FC Reading und FC Wimbledon (1987–1991)
Nach seinen ersten drei Stationen bei Mannschaften aus der dritten und vierten Liga, wechselte der 23-jährige Keith Curle am 23. Oktober 1987 zum Zweitligisten FC Reading. Seine erste Saison in der Second Division endete mit dem Abstieg in die dritte Liga. Am 21. Oktober 1988 wechselte er daher erneut den Verein und unterzeichnete für eine Ablösesumme von £500.000 einen Vertrag beim FC Wimbledon. Der Verein aus London hatte gerade den FA Cup 1987/88 gewonnen und startete in der Football League First Division 1988/89. Keit Curle bestritt bis Saisonende achtzehn Erstligaspiele und beendete die Serie mit Wimbledon als Tabellenzwölfter. Nach zwei weiteren Jahren als Stammspieler in der oberen Tabellenhälfte der ersten Liga verließ er den Verein aus London.

### Manchester City (1991–1996)
Am 14. August 1991 wechselte Curle für £2.500.000 zu Manchester City und erreichte in der Football League First Division 1991/92 den fünften Platz. Mit fünf Treffern in vierzig Ligaspielen gehörte der 28-jährige Verteidiger zu den entscheidenden Stützen der Mannschaft. Die gute Ligaplatzierung konnte der Verein nach Einführung der Premier League nicht bestätigen, vielmehr verschlechterten sich die Leistungen kontinuierlich und endeten mit dem Abstieg aus der Premier League 1995/96.

### Wolverhampton Wanderers und Sheffield United (1996–2002)
Zu Beginn der Saison 1996/97 unterzeichnete er einen Vertrag beim Zweitligisten Wolverhampton Wanderers und verbrachte mit seinem neuen Verein die folgenden vier Jahre in dieser Spielklasse. Im FA Cup 1997/98 führte Keith Curle sein Team als Mannschaftskapitän bis ins Halbfinale, ehe das Aus durch ein 0:1 gegen den späteren Titelträger FC Arsenal erfolgte. Von 2000 bis 2002 spielte er für den von Neil Warnock trainierten Zweitligisten Sheffield United.

### Englische Nationalmannschaft (1992)
Am 29. April 1992 debütierte der 28-jährige Keith Curle in der englischen Nationalmannschaft beim 2:2 in Russland. Im Sommer 1992 bestritt er gegen Ungarn ein weiteres Vorbereitungsspiel für die Fußball-Europameisterschaft 1992 in Schweden und wurde von Nationaltrainer Graham Taylor in den englischen EM-Kader berufen. Curle wurde im Auftaktspiel gegen Dänemark (0:0) von Trainer Taylor von Beginn an als rechter Verteidiger aufgestellt und in der 65. Minute ausgewechselt. In den beiden folgenden Spielen gegen Frankreich (0:0) und Schweden (1:2) wurde er nicht eingesetzt, ehe sein Team nach der Vorrunde die Heimreise antreten musste.

## Trainerkarriere
Am 3. Dezember 2002 übernahm Keith Curle den Posten des Spielertrainers beim abstiegsgefährdeten Drittliganeuling Mansfield Town. Curle bestritt im weiteren Saisonverlauf vierzehn Ligaspiele, stieg jedoch am Saisonende mit seiner Mannschaft als Vorletzter in die vierte Liga ab. 2003/04 wurde die Mannschaft um ihren besten Torjäger Liam Lawrence (19 Ligatreffer) Tabellenfünfter, scheiterte jedoch im Play-off-Finale nach Elfmeterschießen an Huddersfield Town und verfehlte damit die Rückkehr in die dritte Liga. In der neu gegründeten Football League Two 2004/05 wurde Curle am 11. November 2004 suspendiert.
Vom 2. Mai 2005 bis zum 19. Februar 2006 trainierte er den Viertligisten Chester City sowie vom 8. Februar 2007 bis zum Saisonende 2006/07 Torquay United. Nach dem Abstieg aus der vierten Liga wurde sein Vertrag nicht verlängert. Curle trat in der Folgezeit nicht mehr als Cheftrainer in Erscheinung, da er sich dem Trainerteam seines ehemaligen Trainers Neil Warnock anschloss.
Am 20. Februar 2012 übernahm Keith Curle den Trainerposten beim englischen Drittligisten Notts County. Bis zum Saisonende der Football League One 2011/12 führte er seine neue Mannschaft auf den siebenten Tabellenplatz und verpasste lediglich aufgrund der schlechteren Tordifferenz gegenüber dem FC Stevenage den Einzug in die Play-offs. Am 3. Februar 2013 gab der Verein die Entlassung von Keith Curle bekannt. Von September 2014 bis zum Ende der Saison 2017/18 betreute er den Viertligisten Carlisle United.
Einen neuen Arbeitgeber fand Curle Anfang Oktober 2018 mit dem Viertligisten Northampton Town. Das Team führte er in der Saison 2019/20 über die Play-offs zum Aufstieg in die dritte Liga. Dort befand sich die Mannschaft nach 26 Spielen Mitte Februar 2021 mit 24 Punkten und nur 20 erzielten Toren auf dem vorletzten Tabellenplatz liegend, was zur Entlassung von Curle und dessen Assistent Colin West führte. Knapp einen Monat später wurde er als Nachfolger von Harry Kewell vom Viertligisten Oldham Athletic als Trainer verpflichtet. Bereits im November 2021 einigte er sich mit dem Klub wieder auf eine Auflösung des Vertrags. Die Mannschaft stand zu diesem Zeitpunkt zwei Punkte vor den Abstiegsrängen auf dem drittletzten Tabellenplatz in der EFL League Two 2021/22 und hatte wettbewerbsübergreifend seit neun Partien nicht mehr gewonnen.
Mitte September 2022 wurde Curle nach der Entlassung des bisherigen Cheftrainers Paul Hartley interimistisch als neuer Cheftrainer des Viertligisten Hartlepool United vorgestellt. Hartlepool war zu diesem Zeitpunkt nach neun Spieltagen noch sieglos und stand auf einem Abstiegsplatz. Nach zwei Siegen und zwei Unentschieden aus den ersten zehn Spielen erhielt Curle Anfang Dezember 2022 einen Vertrag bei Hartlepool bis zum Ende der Saison 2023/24. Bereits Ende Februar 2023 wurde Curle wieder entlassen. Zu diesem Zeitpunkt hatte er mit dem Team 8 von 29 Partien gewonnen und stand mit einem Punkt Vorsprung auf die Abstiegsplätze auf Tabellenrang 22, die Mannschaft hatte zudem das schlechteste Torverhältnis und die meisten Gegentore aller League-Two-Teams hinnehmen müssen.